# Румбутис, Людас Ионович
Людас Ионович Румбутис (лит. Liudas Rumbutis; род. 24 ноября 1955, Тельшяй) — советский футболист, защитник и полузащитник. Мастер спорта СССР (1980).
Окончил БГОИФК в 1983 году. Играл за вильнюсский «Жальгирис» и минское «Динамо». В высшей лиге провёл 137 игр, забил 6 мячей. Чемпион СССР 1982 года. Бронзовый призёр чемпионата СССР 1983 года.
По окончании карьеры футболиста работал в белорусских клубах на различных должностях. Работал главным тренером молодёжной сборной Беларуси с 2017 по 2018 года.

## Достижения

### Как игрока
- Чемпион СССР: 1982
- Бронзовый призёр: 1983

### Как тренера
- 4-е место в Высшей лиге Чемпионата Беларуси (1994/95) Молодечно
- Чемпион Беларуси в Первой лиге (2000) Молодечно
- Бронзовый призёр Первой лиги (1998) Белшина
- Чемпион Беларуси во Второй лиге (1992) Смена(Минск)
- Обладатель Кубка Беларуси (1999) Белшина
- Финалист Кубка Беларуси (1996/1997) Динамо-93
- Участник 1/16 финала Кубка обладателей кубков УЕФА (1997/98) Белшина

### Как ген.директора
- Чемпион Беларуси в Высшей лиге Чемпионата Беларуси (2004) Динамо(Минск)
- Бронзовый призёр Чемпионата Беларуси в Высшей лиге (2003) Динамо (Минск)
- Обладатель Кубка Беларуси (2002/2003) Динамо (Минск)

### Как спорт.директора
- Серебряный призёр Чемпионата Беларуси в Первой лиге (2011) Партизан
- Выход во второй квалификационный раунд Лиги Европы УЕФА (2010) Партизан
- Выход в первый квалификационный раунд Лиги Европы УЕФА (2009) Партизан